# سرتیندول
سرتیندول(به انگلیسی: Sertindole)، که با نام تجاری Serdolect و دیگر نام‌ها فروخته می‌شود، یک داروی ضد روان پریشی است که توسط شرکت داروسازی دانمارکی لوندبک توسعه داده شده و تحت لیسانس آزمایشگاه ابوت به بازار عرضه شده‌است. مانند سایر داروهای ضد روان پریشی آتیپیک، بر روی گیرنده‌های دوپامین و سروتونین در مغز اثرگذار است. این دارو همچنین در درمان اسکیزوفرنی استفاده می‌شود. از نظر شیمیایی به عنوان مشتق فنیل‌ایندول طبقه‌بندی می‌شود.
سرتیندول برای استفاده در ایالات متحده مورد تأیید قرار نگرفت و فروش آن در ژانویه ۲۰۱۴ در استرالیا نیز قطع شد.